# Qahderījān
Qahderījān (persiska: قهدریجان) är en ort i Iran.   Den ligger i provinsen Esfahan, i den centrala delen av landet, 300 km söder om huvudstaden Teheran. Qahderījān ligger 1 613 meter över havet och antalet invånare är 29 392.
Terrängen runt Qahderījān är en högslätt, och sluttar österut.Runt Qahderījān är det tätbefolkat, med 790 invånare per kvadratkilometer. Närmaste större samhälle är Najafābād, 10,4 km nordväst om Qahderījān. Trakten runt Qahderījān består till största delen av jordbruksmark.